# OGLE-2016-BLG-1190L b
OGLE-2016-BLG-1190L b è un esopianeta di tipo gassoso estremamente massiccio, in orbita attorno alla stella OGLE-2016-BLG-1190L, a circa 22.000 anni luce dal Sole, nella costellazione del Sagittario, più precisamente nel bulbo galattico della Via Lattea.
È stato scoperto nel 2017 con il metodo della microlente gravitazionale, utilizzando il telescopio spaziale Spitzer.

## Scoperta
La stella ospite è stata scoperta nel giugno 2016 dal progetto Optical Gravitational Lensing Experiment; il telescopio spaziale Spitzer ha osservato l'evento di microlente pochi giorni dopo la sua scoperta. OGLE-2016-BLG-1190L b è il primo esopianeta scoperto mediante microlente con il telescopio spaziale Spitzer e il primo esopianeta scoperto che si trova vicino ad una nana bruna. Inoltre, come riportato dallo studio che riporta la scoperta, è probabile che sia il primo pianeta scoperto da Spitzer con questo metodo, che si trova nel rigonfiamento galattico.
(Studio che riporta la scoperta.)

## Caratteristiche
La scoperta di OGLE-2016-BLG-1190L b ha meravigliato sia per la sua massa, oltre 13 volte quella di Giove, sia per la sua vicinanza alla sua stella. Data la sua grande massa, la gravità è talmente grande da innescare al suo interno la fusione del deuterio, ma non abbastanza elevata da innescare la fusione dell'idrogeno-1 propria delle stelle.
L'orbita del pianeta è molto vicina alla sua stella, poco più di due unità astronomiche ed è al limite di quello definito come deserto delle nane brune. Finora, infatti, meno dell'1% di questi giganti sono stati scoperti sotto le tre unità astronomiche di distanza dalla stella che li ospita. E questo ha effetti sulla loro formazione, che è diversa rispetto alla zona più interna.